# Amphixystis pentacarpa
Amphixystis pentacarpa is een vlinder uit de familie echte motten (Tineidae). De wetenschappelijke naam van deze soort is voor het eerst geldig gepubliceerd in 1910 door Meyrick.
De soort komt voor in tropisch Afrika.